# Monster Jam

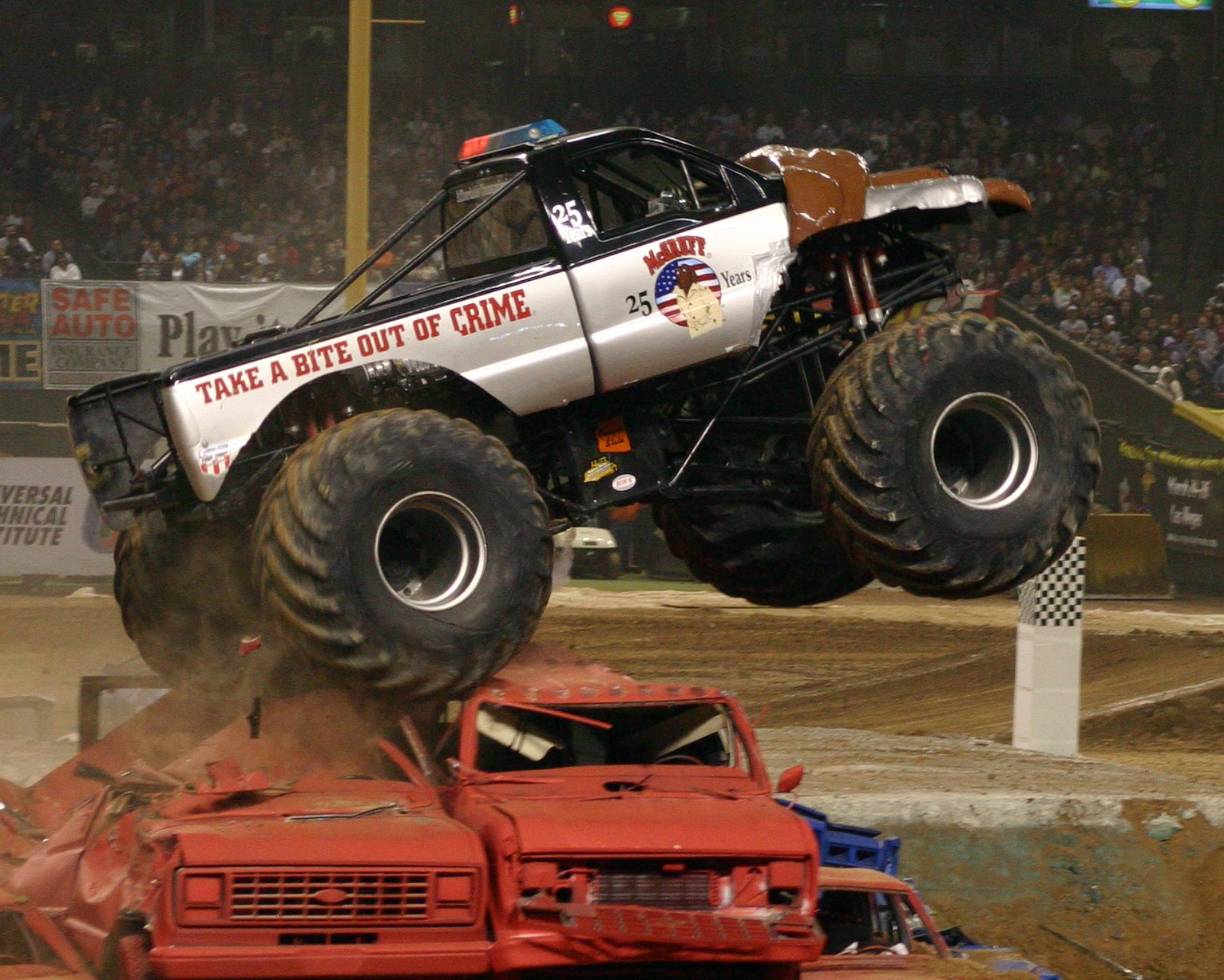
Monstertruck

Monster Jam är en amerikansk TV-serie och ett liveevenemang där monstertruckar tävlar och samlar poäng för att utröna vilka förare som är de bästa. Serien drivs av bolaget Feld Entertainment.
Monster Jam har besökt Sverige och Göteborg Ullevi flera gånger och 2007 var besökarantalet strax över 50 000 (fördelat på två shower).
Kända Monster trucks är Grave Digger, Maximum Destruction och den svenska Thor. Även Monster Mutt och Monster Mutt Dalmatian har blivit stora favoriter bland svenska fans. Grave Digger är den monstertruck som har vunnit mest.
I oktober 2013 genomfördes Monster Jam för första gången på Friends Arena, i Solna, inför en publik på 28 000 personer. Till 2014 då showen återigen genomförs på Friends Arena har Monster Jam inlett  ett samarbete med Alexander ”The Mauler” Gustafsson som bland annat innefattar ”The Mauler Monster Jam truck” - en ny monstertruck med UFC-stjärnan Alexander Gustafssons fightingface på karossen.
Monster Jam har på TV producerats under 2000-talet.